# Schönberg (Waldheim)
Schönberg ist ein Ortsteil der Stadt Waldheim im sächsischen Landkreis Mittelsachsen. Schönberg ist kein offizieller Ortsteil Waldheims und auch nicht Teil einer der beiden Ortschaften der Stadt.

## Lage
Das ursprünglich platzartige Reihendorf Schönberg grenzt als Ortsteil Waldheims direkt südlich an die Stadt. 200 m westlich der Ortslage liegt die Zschopau. Richtung Süden führen Straßen nach Kriebethal und Grünlichtenberg in Kriebstein. Der Ort auf rund 261 m liegt etwa in der Mitte des Dreiecks Chemnitz-Dresden-Leipzig.

## Geschichte
Die Geschichte des Schönbergs geht mindestens auf die Erwähnung Schonenberg 1354 zurück. Spätere Nennungen sind Schoneberg (1394), Schonberg (1465), Schonnbergk (1551) und Schönberg b. Waldheim (1875). Der seit jeher nach Waldheim eingepfarrte Ort gehörte 1551 zum Rittergut Kriebstein und 1696 sowie 1764 zum Rittergut Ehrenberg. Entsprechend seiner Lage gehörte Schönberg zum Amt Rochlitz, dem Gerichtsamt Waldheim und der Amtshauptmannschaft wie dem Landkreis Döbeln, bis dieser 2008 im heutigen Kreis aufging.
Die ehemals selbständige Gemeinde wurde 1968 nach Waldheim eingemeindet. Heute ist Schönberg kein in der Hauptsatzung der Stadt genannter Ortsteil.
| Jahr      | 1551                           | 1764                         | 1834 | 1871 | 1890 | 1910 | 1925 | 1939 | 1946 | 1950 | 1964 |
| --------- | ------------------------------ | ---------------------------- | ---- | ---- | ---- | ---- | ---- | ---- | ---- | ---- | ---- |
| Einwohner | 12 besessene Mann, 15 Inwohner | 11 besessene Mann, 8 Häusler | 153  | 225  | 277  | 308  | 309  | 385  | 443  | 397  | 374  |

1925 lebten in Schönberg 289 Lutheraner, 7 Katholiken und 13 andersgläubige.

## Belege
1. 1 2 3  Schönberg (7) – HOV | ISGV. Abgerufen am 28. März 2024.